# Dolichopus opportunus
Dolichopus opportunus är en tvåvingeart som beskrevs av Van Duzee 1921. Dolichopus opportunus ingår i släktet Dolichopus och familjen styltflugor.
Artens utbredningsområde är Utah. Inga underarter finns listade i Catalogue of Life.